# Гвен Стейси
Гве́ндолин «Гвен» Сте́йси (англ. Gwendolyn «Gwen» Stacy) — второстепенный персонаж серий комиксов о Человеке-пауке, издаваемых Marvel Comics. Она была создана Стэном Ли и Стивом Дитко и впервые появилась в комиксе The Amazing Spider-Man #31 (Декабрь, 1965).
Гвен становится одной из двух возможных девушек Питера Паркера. В The Amazing Spider-Man #121 (Июнь, 1973) Гвен погибает из-за ошибки Человека-паука. Смерть Гвен стала поворотной точкой не только в истории Человека-паука, но и во всей истории американских комиксов. Сценаристы комиксов и фанаты Человека-паука расходятся во мнениях, кто именно является настоящей любовью Питера Паркера — Гвен или его будущая жена Мэри Джейн Уотсон.
Роль Гвен Стейси исполнила Брайс Даллас Ховард в фильме «Человек-паук 3: Враг в отражении» 2007 года, а Эмма Стоун сыграла её в перезапуске «Новый Человек-паук» 2012 года и его сиквеле «Новый Человек-паук: Высокое напряжение». Альтернативную версию героини озвучила Хейли Стайнфилд в полнометражном фильме «Человек-паук: Через вселенные» 2018 года.

## Биография
Гвен впервые появляется в комиксе The Amazing Spider-Man #31 (декабрь 1965). Питер встречает Гвен в вымышленном университете Empire State University, в котором они оба учатся. В это время тётя Мэй попадает в больницу, из-за чего Питер не обращает внимания на Гвен. Она заводит дружбу с Флэшем Томпсоном и Гарри Озборном. Однако со временем роман между Гвен и Питером начинает развиваться. В комиксах Гвен позиционируется как первая любовь Питера Паркера — их отношения начинаются почти сразу же после того, как он расстаётся с Мэри Джейн Уотсон, которую счёл слишком легкомысленной и беззаботной.
Впоследствии их отношения были осложнены отцом Гвен, капитаном полиции Нью-Йорка Джорджем Стейси. Хотя её отцу нравился Питер и он, ко всему прочему, поддерживал его альтер эго, Человека-паука, роман заканчивается, не успев толком начаться. Зомбированный капитан Стейси, отец Гвен, затевает с Питером драку. Гвен, думая, что Питер напал на её отца, прекращает их отношения, но, узнав правду, она и Питер мирятся. Их отношения становятся ещё более запутанными, когда её отец погибает под падающими обломками с места битвы Человека-паука и Доктора Осьминога (The Amazing Spider-Man #90). Гвен обвиняет в его гибели Человека-паука и отправляется в Европу, чтобы преодолеть чувство утраты. Она пытается добиться от Питера предложения и хочет, чтобы он уговорил её остаться, но его вина не даёт ему так поступить. К тому времени, как Питер передумывает, Гвен уже улетает в Англию.
Питер отправляется в Лондон, чтобы увидеть Гвен, но там ему приходится выступать в роли Человека-паука. Осознавая, что Гвен поймёт, кто Питер на самом деле, если увидит его и Человека-паука в Лондоне одновременно, Питер уезжает, так и не встретившись с ней. В конце концов Гвен понимает свою ошибку в том, что она давила на Питера, после чего возвращается в Нью-Йорк, между ними возобновляются отношения, и они начинают планировать совместное будущее.
По словам Стэна Ли, сценариста всех сюжетов с участием Гвен Стейси, первоначально он планировал, чтобы Гвен оставалась главным и постоянным любовным интересом Человека-паука, однако «каким-то образом Мэри Джейн, казалось бы, обладала собственной личностью, и, как бы сильно мы не старались сделать Гвен более привлекательной, у нас ничего не вышло! Мы сами чувствовали, что Мэри Джейн оказалась не только более привлекательной, но и более яркой и интересной, и мы наконец решили позволить Питеру „расставить все точки над и“ с ней, но это ощущалось… как будто персонаж одержал верх!».

### Смерть
Джерри Конвей и Рой Томас заменили Стэна Ли на посту сценариста и редактора серии The Amazing Spider-Man. Вместе с художником Джоном Ромитой-старшим они решили убить Гвен Стейси. Впервые это предложение было выдвинуто Ромитой во время разговора с Конвеем, когда Ромита ещё работал над серией. Позднее Конвей признался, что решение было вызвано желанием вывести персонажа Мэри Джейн Уотсон на передний план, поскольку он разделял мнение Ли относительно того, что она была более интересным и глубоким персонажем, чем Гвен. Сам Конвей сказал: «у Мэри Джейн был стержень, что сделало её интересным персонажем, тогда как у Гвен он отсутствовал. Она была просто хорошим человеком. Я не думаю, что в ней присутствовала хоть капля жестокости, и она не смогла бы как-то навредить Питеру из-за своего тщеславия, что было бы вполне в духе Мэри Джейн, — та самая особенность, которая делает её гораздо более интересным персонажем».

Человек-паук рядом с телом Гвен. Последняя страница выпуска The Amazing Spider-Man #121.

В The Amazing Spider-Man #121 (Июнь, 1973) Зелёный гоблин (который узнал, что Питер Паркер — Человек-паук) похищает Гвен Стейси и держит её в заложниках на мосту (изображён как Бруклинский мост, но в комиксе описывается как мост Джорджа Вашингтона). Человек-паук прилетает на мост, чтобы сразиться с Зелёным Гоблином, а когда Гоблин сбрасывает Гвен с моста, Человек-паук стреляет паутиной, которая обхватывает её за талию и останавливает падение. Сначала он думает, что спас её, но подтянув к себе, понимает, что она уже мертва. Питер не понимает, что именно убило её: резкая остановка в полёте, сломавшая шею, или действия Гоблина, но независимо от этого он во всём винит себя. Будучи в состоянии шока и гнева, Человек-паук хочет убить Гоблина в отместку за Гвен, но в конце концов решает не делать этого. Гоблин всё равно умирает от своего глайдера, пытаясь убить Человека-паука.
Смерть Гвен Стейси имела огромное влияние среди всех фанатов комиксов по всему миру, поскольку именно Питер Паркер стал причиной её смерти. До неё, не считая историй о происхождении, супергерои никогда не терпели такие катастрофические неудачи, а их возлюбленные никогда не умирали так неожиданно и жестоко. Из-за этого многие фанаты и историки считают смерть Гвен Стейси концом так называемого Серебряного века комиксов.
В реальном мире физик Джеймс Какалиос в своей книге Физика супергероев пишет, что в соответствии с законами Ньютона внезапная остановка убила бы Гвен Стейси. В комиксе Civil War: Casualties of War: Captain America/Iron Man (2007) с этим соглашаются и пишут, что непосредственной причиной смерти была внезапная остановка во время высокой скорости падения. Также в одном из выпусков серии комиксов Peter Parker: Spider-Man подтверждается, что Гвен умерла из-за непредвиденной ошибки со стороны Человека-паука: его паутина, на тот момент, была разработана специально для использования им (у Человека-паука силы увеличены, что позволяло ему справляться с высокой скоростью при падениях, с которыми он часто сталкивался), в то время как шея Гвен сломалась от внезапного рывка. Хотя это было опровергнуто в четвёртом выпуске Marvels: в результате судмедэкспертизы было установлено, что она умерла от шока во время падения.
Во вселенной Marvel смерть Гвен Стейси имеет огромные последствия. Питер Паркер очень глубоко переживает потерю Гвен, и становится более зрелым и сострадательным человеком. Смерть Гвен также способствует более тесной дружбе Мэри Джейн и Питера, а позже и романтическим отношениям.
После трагедии, случившейся с Гвен, Майлз Уоррен, являющийся её преподавателем, и тайно влюблённый в неё, во всем обвинил Человека-паука и поклялся отомстить ему, приняв облик супер-злодея Шакала. В четвёртом и последнем выпуске мини-серии «Чудеса» (апрель 1994 года), фотограф Фил Шелдон дружит с Гвен Стейси, которая не винит Человека-паука в смерти её отца. Простая вера Гвен Стейси в супергероев убеждает Фила, что цель супергероев — защита невинных, таких как Гвен Стейси. Он решает написать книгу, чтобы похвалить супер-героев и их ценность для человечества. Когда Зеленый Гоблин похищает Гвен Стейси и держит её в заложниках для приманки Человека-паука , Фил отчаянно следует за Гоблином в такси. Он прибывает на Мост Джорджа Вашингтона вовремя, чтобы увидеть борьбу и смерть Гвен Стейси, несмотря на отчаянные попытки Человека-паука, чтобы спасти её. Вера Фила в чудеса разрушена. Он уходит из пресс-фотографии, но передаёт свои полномочия своей ассистентке Марси.

### Клоны
После публикации The Amazing Spider-Man #121 (Июнь, 1973) Стэн Ли (который на тот момент возглавлял Marvel Comics) часто критиковался фанатами за то, что позволил убить Гвен Стейси. Сам Ли, который также не желал смерти Гвен, настаивал, чтобы в одной из последующих арок Конвей вернул персонажа к жизни. Тем не менее, Конвей был против, так как считал, что любое воскрешение нарушит правдоподобие историй, но в конечном итоге согласился при условии, что после оживления Гвен он сможет вычеркнуть её из серии, как только захочет. Он решил, что клонирование будет лучшим способом вернуть персонажа.
Приблизительно через два года после её смерти Гвен Стейси возвращается, будучи здоровой и ничего не помнящей с момента её смерти. Шакалу удалось создать клон Гвен Стейси, которого он впоследствии использует против Человека-паука в своём преступном плане в первой Саге о клонах. В конце этой истории клон Гвен Стейси покидает Человека-паука в поисках новой жизни. Клон решила изменить своё имя на Джойс Делани. Джойс Делани тайно переехала в Лондон, где она пыталась вести нормальный образ жизни, при этом получила работу и квартиру. Однако, её тело уже начало разлагаться, начиная с её руки, которую она скрывала перчаткой. Однажды, вернувшись с работы ночью, она была застрелена неизвестным снайпером. Выяснилось, что убийцей была Эбби-Эл, ещё один клон Гвен Стейси, созданный Шакалом.
Другой клон Гвен Стейси появляется в The Amazing Spider-Man #399 (март 1995). Этот клон думает, что он и есть настоящая Гвен Стейси. Клон умирает в Spider-Man vol. 1, #56 (март 1995).
Ещё один клон Гвен Стейси появляется в кроссовере «Вражда братьев» между Superior Spider-Man Team-Up и Scarlet Spider. Она присоединяется к Шакалу (вместе с Падалью и обычным клоном Майлза Уоррена), чтобы захватить Превосходного Человека-паука и Каина. Несмотря на симпатию к «Питеру» и Каину, она остаётся предана Шакалу. Когда Пауки вырываются на свободу, Превосходный Человек-паук обезоруживает её и пытается убить, но его останавливает Каин. Когда лаборатория Шакала оказывается охвачена огнём, Каин пытается спасти её, но она отказывается и, по-видимому, погибает в огне.
В комиксе Deadpool vol.3, #0 (декабрь 1998) рассказывается о том, как злой генетик Арним Зола раздобыл ДНК различных супергероев с целью последующего их клонирования. Наёмник Дэдпул выходит на эксперименты генетика, который также создаёт четырёх клонов Гвен Стейси. Зола разрешает ему забрать их к себе на базу в Сан-Франциско, где они прислуживают и развлекают Дэдпула. Впоследствии они умирают при крушении самолёта.

### Грехи прошлого
Согласно сюжетной линии Грехи прошлого, написанной Джозефом Майклом Стражински в The Amazing Spider-Man #509-514 (август 2004 года — январь 2005 года), на момент отношений с Питером Паркером Гвен Стейси провела ночь с Норманом Озборном. Во Франции она родила от него двух близнецов — мальчика и девочку по имени Габриэль и Сара. Узнав, что Норман Озборн отказывается заботиться о своём сыне Гарри, Гвен Стейси сказала ему, что не позволит ему заниматься воспитанием её детей. Увидев в Гвен Стейси угрозу, Норман Озборн сбросил её с моста. Затем он лично занялся воспитанием её детей. В связи с усиленной препаратом ОЗ кровью Нормана Озборна, у близнецов проявился ускоренный рост, а также мозговая активность и физические полномочия. Норман Озборн внушил им, что Питер Паркер был их отцом, и что именно он виновен в смерти их матери.
Некоторое время спустя близнецы нападают на Питера Паркера, когда тот приходит на могилу Гвен Стейси. Впоследствии Питер Паркер видит лицо Сары, которая как две капли воды похожа на Гвен Стейси. Выясняется, что Мэри-Джейн Уотсон всё это время знала правду, но не хотела рассказывать Питеру, решив, что он не выдержит её. Затем Питер Паркер назначает близнецам встречу, где раскрывает им правду о Нормане Озборне. Сара встаёт на сторону Питера, но терпит ранение. Габриэль же попадает в секретную лабораторию Нормана, где вводит себе в кровь препарат ОЗ и превращается в Серого Гоблина. В момент, когда Человек-паук переливает свою кровь Саре, Габриэль пытается убить его, но Сара подстреливает его. Габриэль приходит в себя на песчаном пляже, где у него проявляется амнезия.
В The Spectacular Spider-Man vol. 2 #23-26 (март 2005 — май 2005) выясняется, что Сара переехала в Париж. Она также начинает тайно ухаживать за своим братом, страдающим амнезией. Узнав о том, что Сара пыталась покончить с собой, Питер Паркер отправляется в Париж. Там она пытается соблазнить Питера, но тут же узнаёт, что он относится к ней как к ребёнку. Сошедший с ума Габриэль похищает Мэри Джейн, которая также приезжает в Париж, но вместе с Сарой Питеру удаётся спасти её. Затем Сара становится членом Интерпола.
Позже Стражински признался, что изначально хотел сделать Питера Паркера отцом детей Гвен Стейси, но редакторам не хотелось, чтобы юный Питер был отцом двух взрослых детей. Команда пришла к выводу, что отцом детей Гвен Стейси будет Норман Озборн.

### Больше не Мёртв: Заговор Клонов
В сюжетной арке Больше не Мёртв: Заговор Клонов воспоминание показало, что Гвен Стейси находилась в сознании во время сражения Человека-паука и Зелёного Гоблина на мосту, а также на момент падения. Она подслушала их разговор, из которого выяснила, что Питер всё это время был Человеком-пауком, после чего осудила Паркера за то, что тот не раскрыл ей тайну своей личности и был причастен в смерти её отца.
Гвен Стейси якобы была воскрешена Шакалом. Шакал утверждал, что она не является клоном. Девушка была воссоздана из её остатков и сохранила все прежние воспоминания, в том числе о преждевременной смерти. Шакал предложил Гвен Стейси стать его партнёром по бизнесу, намереваясь изменить весь мир с помощью своей новой технологии. Сначала она отказалась, но потом приняла предложение Шакала, когда тот показал Гвен Стейси её воскресшего отца. Когда Человек-паук проник в корпорацию «New U» и обнаружил эксперименты Шакала, он был потрясён, встретив живую Гвен Стейси, а также отметил что на неё не действует паучье чутьё, в отличие от других клонов Шакала. Однако прежде чем Питер Паркер смог получить ответы на свои вопросы, он был атакован возродившимся Доктором Осьминогом.
После того, как Шакал прервал их бой и ознакомил Человека-паука со своими трудами, капитан Джордж Стейси выяснил, что эта Гвен Стейси — самозванка и направил на неё свой пистолет. Было выявлено, что на самом деле это была Гвен Стейси с Земли-65, также известная как Гвен-паук. Она же помогла Человеку-пауку сбежать. Настоящая Гвен Стейси была похищена Каином и доставлена в «Parker Industries» для изучения. По словам Каина, он и Гвен-паук прибыли в этот мир, чтобы предостеречь Человека-паука от сделки с Шакалом, которая может привести к глобальной катастрофе. Носорог и Электро отправляются за Гвен, которая говорит им взять с собой Каина, потому что тот поможет в экспериментах Шакала. Анна-Мария Маркони также добровольно идёт с ними потому что она изучала и Каина, и препарат.
Когда Человек-паук посещает штаб компании «Новый ты», он встречает Гвен, которая пытается убедить его поддержать New U Technologies. Питер по-прежнему отказывается верить, что она настоящая, вспоминая свои прошлые столкновения с клонами. Гвен пытается оправдать своё существование, рассказывая Питеру о своих воспоминаниях, в том числе о том, как она подслушала, как Зелёный Гоблин разговаривал с Человеком-пауком перед смертью. Питер думает, что она умерла, ненавидя его, но Гвен отвечает, что умерла, чувствуя себя преданной. Тем не менее, Питер всё ещё относится скептически к мысли о воскрешении настоящей Гвен. Она целует его, но безуспешно, что только подталкивает его надеть маску. Затем Шакал приказывает бывшим суперзлодеям атаковать Человека-паука, в обмен на препарат, сохраняющий их тела от разложения.
Доктор Осьминог активирует вирус «Падаль» во всех воскрешённых, включая Гвен и её отца, в результате чего их тела начинают быстро распадаться. Когда руки Гвен деформируются, она помогает Человеку-пауку проникнуть в лабораторию. В то время как клоны злодеев добираются до дверей лаборатории, Гвен запирает Человека-паука внутри лаборатории и жертвует собой, чтобы дать ему больше времени. Некоторое время спустя, Человек-паук и Анна осматривают здание и видят, что Гвен распалась в пыль.

### Повторное временное воскрешение
В кроссовере «Судный день» Целестиал, известный как Прародитель, воскрешается и дает человечеству 24 часа, чтобы оправдать свое существование и судить каждого человека индивидуально. Прародитель появляется перед Питером в образе Гвен, которая наблюдает за ним, пока он проводит день, помогая своим друзьям и близким. Когда он проявляет видимый дискомфорт из-за того, что Питер работает на Нормана Осборна, Питер говорит ему, что он обязан помочь Норману и не дать ему снова стать Зеленым гоблином. Прародитель считает Питера достойным и награждает его, ненадолго воскрешая настоящую Гвен, чтобы дать им последний момент вместе. Норман становится свидетелем их воссоединения, но отмахивается от него, поскольку выясняется, что Прародитель также являлся ему как Гвен.

## Альтернативные версии

### Age of Apocalypse
В мини-серии X-Universe, в которой подробно рассказывается о том, что произошло с остальной частью вселенной Marvel во время сюжетной линии Age of Apocalypse, Зелёный Гоблин никогда не убивал Гвен Стейси. Вместо этого она стала телохранителем Дональда Блейка, который в этой реальности никогда не становился Могучим Тором. В X-Man #37, версия Гвен из Age of Apocalypse была перенесена из её реальности в классическую вселенную, где она оказывается на мосту Джорджа Вашингтона, что сильно шокирует Человека-паука.

### Гвенпул
Из-за популярности Гвен-паука, в июне 2015 года Marvel опубликовал различные варианты обложек для 20 своих текущих серий, в которых Гвен Стейси была переосмыслена как другие персонажи Marvel, такие как Доктор Стрэндж, Грут и Росомаха. Один из тех вариантов, созданный для Deadpool’s Secret Secret Wars # 2, представлял собой смесь Гвен Стейси и Дэдпула под названием «Гвенпул», который приобрёл большую популярность у фанатов. В результате Marvel выпустил две истории с участием Гвенпул, предысторию в серии Howard the Duck и полноценный комикс Gwenpool Holiday Special # 1. Было выявлено, что её настоящее имя Гвен Пуль, а не Гвен Стейси, как в оригинальной вселенной. В 2016 году было объявлено о выходе онгоинга под названием The Unbelievable Gwenpool.

### House of M
В реальности, появляющейся в сюжете House of M, в котором Алая Ведьма изменяет реальность, превращая мутантов в правящий класс людей, Гвен никогда не была убита. Вместо этого она вышла замуж за Питера Паркера, и у пары родился маленький сын. Она стала учёным, опытной предпринимательницей и борцом за мир, а также имела явно враждебные отношения с разработчиком химического оружия Норманом Озборном. Мэри Джейн Уотсон, популярная в этой реальности актриса, сыграла роль Гвен Стейси в экранизации истории жизни Человека-паука. Гвен и её отец читают текстовые отчёты об их смерти в основной вселенной, хотя они считают, что это просто болезненное воображение Питера Паркера, страдающего проблемами психического расстройства.

### Marvel Adventures
Гвен Стейси появляется в Marvel Adventures #54 в качестве новой ученицы Старшей школы Мидтауна. Она переводится из своей предыдущей школы после того, как бригада Торино, влиятельная нью-йоркская мафия, начала преследовать её, в попытках надавить на её отца, капитана полиции Джорджа Стейси. Тем не менее, Торино продолжили преследовать Гвен в Мидтауне, побудив Человека-паука помочь полиции обезвредить банду. Как и её отец, Гвен считает Человека-паука героем. Впоследствии она становится участницей «Общества признательности Человеку-пауку», призванном способствовать формированию лучшего общественного мнения о Человеке-пауке. Также у Гвен появляются чувства к альтер эго Человека-паука, Питеру Паркеру, однако тот начинает встречаться с другой девушкой, что сильно задевает её. Позже Эмма Фрост промывает Гвен мозги, заставляя её поверить, что она встречается с Питером. Промывание мозгов Гвен прекращается, однако теперь Гвен начинает считать, что её отношения с Питером закончились. Впоследствии у Гвен возникают дружеские отношения с Картером Торино, внуком главы банды Торино. Их отношения осложняются тем фактом, что отец Гвен все ещё пытается покончить с преступной семьёй Картера.

### Marvel Zombies Return
В ограниченной серии Marvel Zombies Return Гвен с Земли-З всё ещё учится в колледже вместе со своими друзьями Мэри Джейн Уотсон и Гарри Озборном. Зомби-версия Человека-паука попадает в эту реальность и, несмотря на свои благие намерения, ненароком заражает Зловещую шестёрку. Те, в свою очередь, убивают Гвен и её друзей. Чтобы не допустить распространения вируса, зомби-версия Человека-паука уничтожает их тела.

### Powerless
В мини-серии Powerless Гвен также является девушкой Питера Паркера. Её снова похищает Зелёный Гоблин, в попытках манипулировать Человеком-пауком. Он сбрасывает её с моста, однако, по иронии судьбы, Человеку-пауку, хоть и обессиленному, удаётся спасти её от смертельного падения.

### Гвен-паук

Первое появление Гвен-паука. Обложка Edge of Spider-Verse Vol 1 #2. Художник — Робби Родригез.

В альтернативной реальности, известной как Земле-65, Гвен Стейси была укушена радиоактивным пауком вместо Питера Паркера, после чего стала супергероиней Женщиной-пауком. Также она является участницей группы под руководством Мэри Джейн Уотсон. Вскоре после того, как Гвен начинает борьбу с преступностью, Питер Паркер пытается отомстить тем, кто издевался над ним, и превращается в Ящера. Гвен побеждает его, однако Питер умирает в конце битвы из-за воздействия химического вещества, которое он использовал на себе. В смерти юноши обвиняют Женщину-паука. Её отец, который также является капитаном полиции в этом мире, начинает охоту за ней. Гвен поступает в колледж, где по-прежнему является членом группы Мэри Джейн. На их концерте, убийца отправляется вслед за отцом Гвен, который находится в аудитории. Гвен побеждает убийцу. Когда она остаётся с отцом наедине, капитан Стейси направляет на Женщину-паука пистолет, из-за чего Гвен снимает маску, чтобы показать, кто она такая. Потрясённый увиденным, капитан Стейси велит ей бежать, пока он не передумал.
Впоследствии Паук-Британия вербует Гвен-паука, чтобы объединиться с другими представителями, имеющими паучьи способности из различных вселенных, а затем она попадает на Землю-616 вместе со старым Человеком-пауком с Земли-4 и Человеком-пауком Земли-70105 (который в этой реальности является Брюсом Беннером), чтобы спасти Каина, подвергнувшегося нападению со стороны Наследников. Человек-паук из классической вселенной не решается взять Гвен на миссию, объясняя это тем, что ему не удалось спасти свою Гвен Стейси. Тем не менее, он меняет своё решение, и они оба соглашаются присматривать друг за другом. Гвен отправляется вербовать альтернативную версию Питера Паркера, который сошёл с ума после того, как не смог спасти Гвен Стейси из своей реальности, убил Зелёного Гоблина и стал Хобгоблином. Она говорит ему, что он всё ещё может стать человеком, которым когда-то был, если присоединится к ним, но на них нападают Наследники. Хобгоблин жертвует собой, чтобы спасти Гвен.
После событий Spider-Verse, Гвен возвращается в свою родную реальность, где продолжает свою карьеру в качестве Женщины-паука в собственной сольной серии Spider-Gwen. Сначала она спасает Джорджа Стейси от наёмника Алексея Сицевича, который был нанят Уилсоном Фиском и его адвокатом Мэттом Мёрдоком. Затем она начинает охоту на Стервятника, который терроризировал город в её отсутствие.
Она появляется в качестве одного из главных героев событий Secret Wars Spider-Verse вместе со Свином-пауком, Девушкой-пауком, Пауком-Британией, нуарным Человеком-пауком и индийским Человеком-пауком в Мире Битв под названием Аранья, где правил Норман Озборн. В конечном итоге они формируют команду под названием Паутинные воины, спасая других носителей паучьих сил из разных вселенных. Её детская версия также появляется в измерении, где известные супергерои Marvel являются детьми, а сама Гвен предстаёт новенькой, которую Тони Старк пытается пригласить на свидание. Она отвергает его, так как тот является ребёнком с бородкой и усами. Другая версия Гвен-паука является членом Силы-А на территории Аркадии. На Земле-8 Гвен замужем за Майлзом Моралесом, и у них двое детей с паучьими способностями.

### Spider-Punk
Панк-паук упоминает, что Гвен Стейси из его реальности является музыкальной знаменитостью.

### Spider-Man: Fairy Tales
В Spider-Man: Fairy Tales #1 присутствует интерпретация сказки о Красной Шапочке, где роль главной героини выпадает Мэри Джейн, а Гвен была убита серым волком. Сюжет Spider-Man: Fairy Tales #4 является адаптацией сказки про Золушку, где Гвен предстаёт принцессой Гвендолин. Она влюбляется в принца Арахну, которым оказывается Питер Паркер, слуга сэра Озборна. Гвен погибает во время дуэлью между Питером и сэром Озборном.

### Spider-Man Loves Mary Jane
Гвен Стейси впервые появляется в финале Spider-Man Loves Mary Jane #5. Она является новенькой в школе и у неё завязывается дружба с Питером Паркером. В Spider-Man Loves Mary Jane #9 Питер и Гвен поднимают свои отношения на новый уровень, разделяя нежный поцелуй, к большому разочарованию Мэри Джейн. Они встречаются некоторое время, однако Гвен расстаётся с Питером, когда узнаёт, что тот на самом деле любит Мэри Джейн. ЭмДжей, пытаясь это исправить, расстаётся с Питером и воссоединяется с Гарри.

### Spider-Man: Life Story
Spider-Man: Life Story представляет собой реальность, где персонажи по-настоящему стареют, после того, как Питер становится Человеком-пауком в 1962 году. В 1966 году Гвен обнаруживает, что Питер и есть Человек-паук, когда она замечает его костюм под рубашкой на вокзале вскоре после того, как Флэш отправляется служить во Вьетнам. В конце концов она выходит замуж за Питера и становится главным биологом биотехнологической компании Майлза Уоррена. В 1977 году, в ходе нападения Гарри Озборна на компанию Уоррена в роли Чёрного Гоблина раскрывается, что Майлз создал клонов Нормана Озборна, Питера и Гвен. Гарри взрывает колбы с клонами, убивая их всех, кроме клона Питера. Тем не менее, Майлз рассказывает, что «Гвен», с которой был Питер, на самом деле являлась её клоном, в то время как настоящая Гвен погибла при взрыве. Год спустя Питер и клон Гвен меняют имена на Бена и Хелен Паркер и уезжают из Нью-Йорка, чтобы попытаться построить лучшую жизнь.

### Spider-Man Unlimited
В Spider-Man Unlimited #4, комиксе, основанном на мультсериале, Человек-паук встречает Гвен с Анти-Земли.

### Ultimate Marvel

Клон Ultimate Гвен Стейси. Обложка Ultimate Spider-Man #99. Художник — Марк Багли.

По версии Ultimate Гвен Стейси — дочь капитана полиции Джона Стейси. С раннего детства Гвен Стейси очень часто переезжала, и причина тому — работа отца. В итоге Гвен Стейси оказывается в Квинсе, районе Нью-Йорка. Она попадает в школу Мидтауна, и сразу привлекает к себе внимание Питера Паркера своими рассуждениями о суперспособностях. Первая её неприятность начинается с того, что она нападает на одноклассника с ножом, за то, что он ударил Питера Паркера. Гвен Стейси оказывается в полицейском участке своего отца и, не выдержав разговора с отцом, убегает оттуда.
Гвен Стейси явно приглянулся Питер Паркер и после того, как она сбегает из дома из-за проблем c родителями, девушка приходит именно к Питеру Паркеру. После этого они становятся настоящими друзьями, что не особо нравится Мэри Джейн Уотсон. Ситуация между отношениями Питера Паркера и Мэри Джейн усугубляется тем, что капитан Стейси уезжает на полицейскую конференцию и просит приглядеть за его дочкой, пока он не вернётся домой. Впоследствии капитан Стейси погибает при взрыве бомбы, брошенной фальшивым Человеком-пауком. Гвен Стейси тяжело переживает гибель отца и считает виновным во всём настоящего Человека-паука. Питер винит себя за то, что не смог спасти капитана от гибели. Тётя Мэй принимает решение оставить Гвен Стейси у себя.
Чуть позже, Гвен Стейси знакомится с другом детства Питера Паркера — Эдди Броком. Она идёт с ним на концерт, а после того как Эдвард Брок начинает приставать к ней, она бросает его и уходит. Гвен предупреждает Питера Паркера, что Эдвард Брок — нехороший человек.
Через некоторое время Гвен Стейси и Питер Паркер отправляются на школьную вечеринку. На вечеринке оказывается мутант Гелдоф, он взрывает стоящие неподалёку машины, а затем на место происшествия прибывает полиция. Гвен Стейси и Питер Паркер спасаются бегством. Но на следующий день Питер Паркер пропадает, а тётя Мэй, разыскивая его, впадает в ярость. Видя тётю Мэй в таком состоянии, Гвен Стейси понимает, как сильно она переживает за Питера Паркера.
Вскоре тётя Мэй уезжает во Флориду, оставив Питера Паркера и Гвен Стейси одних дома. В это же время на волю вырывается Доктор Осьминог и спешит сорвать съёмки фильма «Человек-паук». В бой с Октавиусом вступает Питер Паркер. И снова их битва появляется на экранах телевизоров. В это время в дом Паркеров приходит Мэри Джейн, но видит по телевизору бой Человека-паука. Мэри Джейн немедленно убегает, а у Гвен Стейси зарождаются подозрения. Тем же вечером она спускается в подвал Питера Паркера и взламывает сундук, в котором находит запасной костюм Человека-паука. Когда Питер Паркер возвращается после битвы с Осьминогом домой, он натыкается на Гвен Стейси, которая угрожала ему пистолетом и расправой, считая его убийцей её отца. Питеру Паркеру удаётся успокоить девушку, а затем она убегает. Вернувшись, Гвен Стейси говорит, что поняла, что Питер Паркер невиновен. Дружба Гвен Стейси и Питера Паркера становится ещё прочнее.
Питер Паркер даёт разрешение доктору Курту Коннорсу на эксперименты с его кровью и кровью самого Коннорса, и Коннорс в результате этих экспериментов создаёт монстра, который поглощает жизненную силу человека, буквально превращая его тело в пустую оболочку. Инстинкты ведут монстра к его создателю — Питеру Паркеру, и оказавшись у дома Питера Паркера, монстр сталкивается с Гвен Стейси и убивает её.
В конце выпуска Ultimate Spider-Man #98 Питер Паркер встречает Гвен Стейси. Оказалось что Курт Коннорс создал её клона. Позже, когда Питер Паркер дрался с Веномом, она появилась, стала Карнажем, но симбиот перешёл на Брока, и Гвен Стейси осталась без суперспособностей.
Перед Ультиматумом, тётя Мэй устраивает Гвен Стейси обратно в школу. Позже Гвен Стейси вместе с Конгом, Питером Паркером, Мэри Джейн и Китти Прайд отправились в Манхэттэн. Но волна застала их уже на острове, когда они были в вагоне наземного метро. После того как Китти спасла всех пассажиров, Гвен Стейси с остальными находились на крыше здания. На утро Гвен Стейси, Мэри Джейн и Конг возвращаются в Квинс.
После Питер начал встречаться с Гвен Стейси. Но после инцидента с Хамелеоном Гвен Стейси решила прекратить с ним отношения.
На похоронах Питера Паркера Майлз Моралес выясняет у Гвен Стейси причины становления Питера Паркера на путь супергероя. После смерти Питера Паркера тётя Мэй и Гвен Стейси покинули свой дом и уехали во Францию. Но в Париже Гвен Стейси с тётей Мэй сталкиваются с прохожей, которая читала газету, где было написано о Новом Человеке-пауке. Затем Мэй и Гвен Стейси вернулись в Квинс, и спустя пару дней назначили встречу Майлзу на заброшенном складе. Там они передали Майлзу вебшутеры Питера Паркера. Некоторое время спустя, она встречается с Человеком-пауком с Земли-616, когда тот случайно попадает в Ultimate-вселенную. Гвен пытается выведать у него информацию о своём двойнике из её реальности, а затем пытается сообщить Эм-Джей о появлении другого Питера Паркера в их мире. Когда Зелёный Гоблин сбегает из-под стражи Щ.И.Т.а, он пребывает к дому тёти Мэй и вступает в сражение с Майлзом. На помощь ему приходит внезапно оживший Питер Паркер, вызывая шок у Гвен, тёти Мэй и всех других, кто смотрит новости по телевизору. Несмотря на сомнения Гвен, тётя Мэй заявляет, что это её племянник. Позже они отправляются в дом Мэри Джейн, где наконец воссоединяются с Питером. Когда Люди-пауки побеждают Гоблина, Питер решает отправиться на поиски истины своего таинственного воскрешения.

### What If
- В Что если бы Человек-паук спас Гвен Стейси? Питер спасает Гвен, прыгая вслед за ней, вместо того, чтобы остановить падение паутиной. При этом он смягчает её от удара, когда они ударяются об воду, а затем делает ей сердечно-лёгочную реанимацию. Придя в себя, Гвен видит его без маски. После объяснения с ней, Питер делает Гвен предложение, которое она принимает. Тем временем Зелёный Гоблин отправляет Джей Джоне Джеймсону подтверждение подлинной личности Человека-паука. В день свадьбы Питера с Гвен Джона публикует статью-разоблачение и использует её для получения ордера на арест Питера. Питер сбегает от полиции через несколько минут после свадьбы с Гвен, однако ему приходится скрываться от закона. Робби Робертсон обещает Гвен сделать всё возможное, чтобы помочь Питеру.
- В Что если бы Человек-паук сохранил 6 рук? Человек-паук (чья мутация не была подавлена) смог предотвратить смерть Гвен Стейси.
- В Что если: Другой Питер Паркер использует часть симбиота Венома, чтобы воскресить Гвен. Она принимает форму Карнажа.
- В Что если бы Человек-паук был Карателем?, Питер (который является Карателем в этой реальности) спасает Гвен, убив Зелёного Гоблина. Чувствуя вину за то, что она едва не погибла из-за него, он перестаёт быть Карателем, чтобы построить будущее с Гвен.

### Spider-Geddon
Во время событий Spider-Geddon устройство Гвен-паука для перемещения по мультивселенной было разрушен, после чего Гвен оказалась в альтернативной вселенной. В этой вселенной Питер Паркер и Гвен Стейси получили работу в Озкорпе, и Питер хотел создать лекарство от рака после того, как его дядя Бен умер от этой болезни. Питер экспериментировал с ядом пауков, чтобы создать лекарство, но один из пауков укусил Гарри Озборна, в результате чего тот становится Человеком-пауком. Гарри вместе с Гвен Стейси, являющейся Зелёным Гоблином этой вселенной, начали бороться с преступностью, и даже убили Стервятника. Это продолжалось до боя с Песочным человеком, в процессе которого погибли Гарри Озборн и Джордж Стейси. При этом Гвен утратила воспоминания о своей истинной личности и начала действовать исключительно как Зелёный Гоблин. Тем не менее, Гвен-пауку удаётся спасти своего двойника от безумия. В благодарность, местная Гвен исправляет устройство Гвен-паука, что позволяет ей вернуться к союзникам.

## Вне комиксов

### Телевидение

Гвен Стейси в мультсериале «Новые приключения Человека-Паука».

- Гвен Стейси была намеренно не включена в мультсериал «Человек-паук» 1994 года, поскольку создатели чувствовали, что не могут ни позволить ей жить, ни сознательно добавить в сюжет персонажа, который должен умереть. Тем не менее, альтернативная версия персонажа появляется в финале 5 сезона, где её озвучила Мэри Кей Бергман. В реальности Стального Человека-паука Гвен является его невестой. Она помогает классическому Человеку-пауку победить Паука-Карнажа.
- В мультсериале «Новые приключения Человека-паука» Гвен, озвученная Лейси Шабер, является одной из главных персонажей. Здесь она представлена как девушка-подросток, которая дружит с Питером Паркером и Гарри Озборном. Как и в комиксах, её отец, Джордж Стейси, служит в полиции. Гвен долгое время скрывает свои чувства к Питеру, в то же время обижаясь, когда тот проявляет интерес к другим девушкам. В течение 1 сезона она волнуется за Гарри, одержимого формулой Гоблина. В финале сезона Гвен целует Питера, после чего, на протяжении следующего сезона, они долгое время не могут вернуть жизнь в прежнее русло. Несмотря на взаимность чувств, Питер начинает встречаться с Лиз Аллан, а Гвен с Гарри. В заключительном эпизоде Гвен и Питер признаются, что не могут друг без друга, и соглашаются расстаться с Лиз и Гарри. Тем не менее, после мнимой гибели Нормана Озборна, Гвен не находит в себе силы бросить Гарри, переживающего за смерть отца.
- Гвен появляется в мультсериале «Совершенный Человек-паук», где её озвучила Дав Камерон. Эта версия родом из измерения Майлза Моралеса, где она была подругой покойного Питера Паркера. Хотя она не обладает паучьими способностями, Гвен использует технологии, позаимствованные из полицейского департамента её отца, выступая под именем Женщины-паука[65].
- В мультсериале «Человек паук» 2017 года Гвен озвучила Лора Бэйли[66]. Здесь она является одноклассницей Питера Паркера в учебном заведении Хоризон и специализируется на формулах ДНК. Её дядя Рэймонд Уоррен вдохновил её заняться наукой, а позже выяснилось, что он был злодеем Шакалом. В сюжете «Паучий остров» она становится Гвен-пауком после воздействия на себе химических веществ Шакала, помогая Человеку-пауку как герою, но позже мутирует в гигантского Паука, поскольку эксперимент распространяется на всех жителей Нью-Йорка (аналогично роли Карли Купер в оригинальной истории). Позже она излечивается от мутации, и снова из-за экспериментов Скорпиона и Тинкелера, становиться Гвен-пауком.

### Кино

#### Трилогия «Человек-паук» Сэма Рэйми

Брайс Даллас Ховард в роли Гвен Стейси в фильме «Человек-паук 3: Враг в отражении».

- В фильме «Человек-паук 2» в классе Питера Паркера присутствует студентка, сыгранная Брианной Браун, которая была идентифицирована как Гвен Стейси в новеллизации к фильму.
- Гвен Стейси в исполнении Брайс Даллас Ховард появляется в «Человек-паук 3: Враг в отражении». Она играет роль потенциального любовного интереса Питера Паркера и непреднамеренно становится соперницей Мэри Джейн Уотсон. Гвен является студенткой и напарницей Питера в колледже, который помогает ей в изучении квантовой механики. Также Гвен дружит с Эдди Броком, который фотографирует её и считает своей девушкой. В начале фильма Человек-паук спасает её во время происшествия на стройке. После этого она вручает супергерою ключ от города и целует его, когда тот висит верх ногами, как это сделала Мэри Джейн в первой части, что очень злит последнюю. Находясь под влиянием симбиота, Питер приглашает Гвен на свидание, с целью использовать её, чтобы вызвать ревность у Мэри Джейн. Гвен понимает это и извиняется перед Эм-Джей, после чего уходит. В финале она и её отец присутствуют на похоронах Гарри Озборна.
- Брайс Даллас Ховард заявила, что ей хотелось бы принять участие в продолжениях картины, однако отметила, что актуальность в её персонаже отпала, особенно, когда отношения между Питером и Мэри Джейн наладились. В мае 2007 года актёр Джеймс Кромвелл, сыгравший в фильме капитана Стейси, сказал, что, по его мнению, их персонажи могут умереть в начале «Человека-паука 4», как в комиксах. Ховард отметила, что была готова умереть на экране. Хотя появление Стейси планировалось в сюжете, фильм так и не был снят.

#### Дилогия «Новый Человек-паук» Марка Уэбба

Эмма Стоун в роли Гвен Стейси в фильме «Новый Человек-паук».

- Эмма Стоун сыграла роль Гвен Стейси в фильме-перезапуске «Новый Человек-паук» 2012 года. По сюжету, Гвен является одноклассницей и любовным интересом Питера Паркера, а также работает старшим интерном доктора Курта Коннорса в Озкорпе, где Питера кусает радиоактивный паук. Впоследствии она влюбляется в него, и вскоре он открывает ей свою тайную личность в качестве Человека-паука. Гвен играет важную роль в поражении Ящера, помогая Питеру разработать противоядие от сыворотки, которая вызывает мутацию у людей, превращая их в гибриды рептилий. Прежде чем Питеру удаётся одолеть суперзлодея, тот убивает отца Гвен. Перед смертью, Капитан Стейси умоляет Питера не впутывать Гвен в свою супергеройскую жизнь. Питер выполняет данное обещание и расстаётся с Гвен, однако некоторое время спустя всё же решает нарушить его, и молодые люди возобновляют отношения.
- Эмма Стоун вновь вернулась к роли Гвен в фильме «Новый Человек-паук: Высокое напряжение». Она продолжает работать в Озкорпе, владельцем которого становится Гарри Озборн, друг детства Питера. Паркер, который постоянно видит её отца в качестве галлюцинации, не может забыть о данном ему обещании. Он расстаётся с Гвен, но у обоих остаются чувства друг к другу. Питер начинает тайно следить за ней. Однажды она встречает Макса Диллона, которого никто не замечает как на работе так и в жизни. В скором времени она пытается восстановить дружеские отношения с Питером и рассказывает ему, что переезжает в Лондон для поступления в Оксфорд. Затем она становится свидетелем стычки с полицией Электро, которого останавливает Человек-паук. Позже она отправляется в аэропорт, но по пути её перехватывает Питер, который решает поехать вместе с ней. В этот же момент Электро обесточивает весь город. Несмотря на протесты Питера, она помогает ему победить суперзлодея. После этого Гарри, оснащённый бронёй и глайдером, узнаёт настоящую личность Человека-паука, после чего похищает Гвен, желая отомстить за то, что Питер отказался от переливания крови. Он борется с Человеком-пауком на вершине башни с часами. Во время потасовки Гвен падает с башни. Человек-паук побеждает Гарри и успевает зацепить Гвен паутиной у самого пола, но двигаясь по инерции, Гвен погибает от удара головой о бетон.

### Видеоигры
- Гвен Стейси была кратко упомянута в игре «Spider-Man: Edge of Time». Когда футуристическая версия Питера Паркера раскрывает свои планы Человеку-пауку 2099, он упоминает, что мог бы спасти жизнь дяди Бена, Гвен Стейси и бесчисленное множество других.
- Кэри Уолгрен озвучила Гвен Стейси в игре «The Amazing Spider-Man».
- Уолгрен повторила свою роль в «Lego Marvel Super Heroes», где Гвен впервые является играбельным персонажем.
- Гвен Стейси неоднократно упоминается в «The Amazing Spider-Man 2», однако в самой игре не появляется.
- Гвен Стейси является играбельным персонажем в «Lego Marvel Super Heroes 2», где она также может становится Гвен-пауком.